# Amor y rock and roll
Amor & rock and roll es el nombre del segundo álbum de estudio grabado por el intérprete mexicano Manuel Mijares. Fue lanzado al mercado por la empresa discográfica EMI Capitol México en 1987. Una vez más Mijares buscó su productor anterior Miguel Blasco y trabajó con los compositores José Ramón Flórez, Hernaldo Zúñiga, Gian Pietro Felisatti y además Pablo Pinilla.
En este álbum aparece el tema No se murió el amor, el cual le dio reconocimiento en América Latina como uno de los principales exponentes del pop.

## Lista de canciones

### Amor & rock and roll (Edición LP)
| Lado A |                              |                           |          |  |
| N.º    | Título                       | Escritor(es)              | Duración |  |
| 1.     | «No se murió el amor»        | J.R. Flórez · Difelisatti | 3:53     |  |
| 2.     | «Solamente un hombre»        | J.R. Flórez · Gluck       | 3:23     |  |
| 3.     | «El rey de la noche»         | P. Pinilla                | 3:15     |  |
| 4.     | «El amor no tiene fronteras» | J.R. Flórez               | 3:17     |  |
| 5.     | «Baila en los pasillos»      | P. Pinilla                | 3:00     |  |

| Lado B |                        |                 |          |  |
| N.º    | Título                 | Escritor(es)    | Duración |  |
| 1.     | «Amor y rock and roll» | J. Gluck        | 2:47     |  |
| 2.     | «Mónica»               | J.R. Flórez     | 3:02     |  |
| 3.     | «Un montón de verano»  | Hernaldo Zúñiga | 3:07     |  |
| 4.     | «Corazones rebeldes»   | J.R. Flórez     | 3:18     |  |
| 5.     | «Corredor de fondo»    | P. Pinilla      | 3:14     |  |
| 6.     | «Poco a poco»          | J.R. Flórez     | 3:26     |  |

### Bonus Track
"Poco a poco" originalmente pertenece al álbum Manuel Mijares, el cual fue reemplazado por la canción "Soñador" en la reedición del álbum en 1986. El productor decidió incluirlo aquí y liberarla como un sencillo.

## Sencillos
- No se murió el amor
- El amor no tiene fronteras
- El rey de la noche
- Poco a poco

### Charts
| #  | Título                       | México | Estados Unidos | Argentina | Costa Rica | Chile | Colombia | Venezuela | Puerto Rico |
| -- | ---------------------------- | ------ | -------------- | --------- | ---------- | ----- | -------- | --------- | ----------- |
| 1. | "No se murió el amor"        | #1     | #4             | #1        | #1         | #1    | #1       | #1        | #1          |
| 2. | "El amor no tiene fronteras" | #1     | #35            | #15       | #12        | #10   | #16      | #19       | #9          |
| 3. | "El rey de la noche"         | #1     | -              | #10       | #2         | #1    | #6       | #9        | #9          |
| 4. | "Poco a poco"                | #1     | -              | #1        | #1         | #1    | #2       | #3        | #1          |

## Equipo técnico
- Realizado y dirigido por: Jesús Gluck
- Colabora en la producción: José Antonio Álvarez Alija
- Director de arte y productor ejecutivo: Miguel Blasco
- Arreglos: Jesús Gluck y Loris Cerrone
- Ingeniero de sonido: José Antonio Álvarez Alija
- Ingeniero adjunto: Alberto Pinto
- Fotografía: Max Clemente